# Xueyantuo

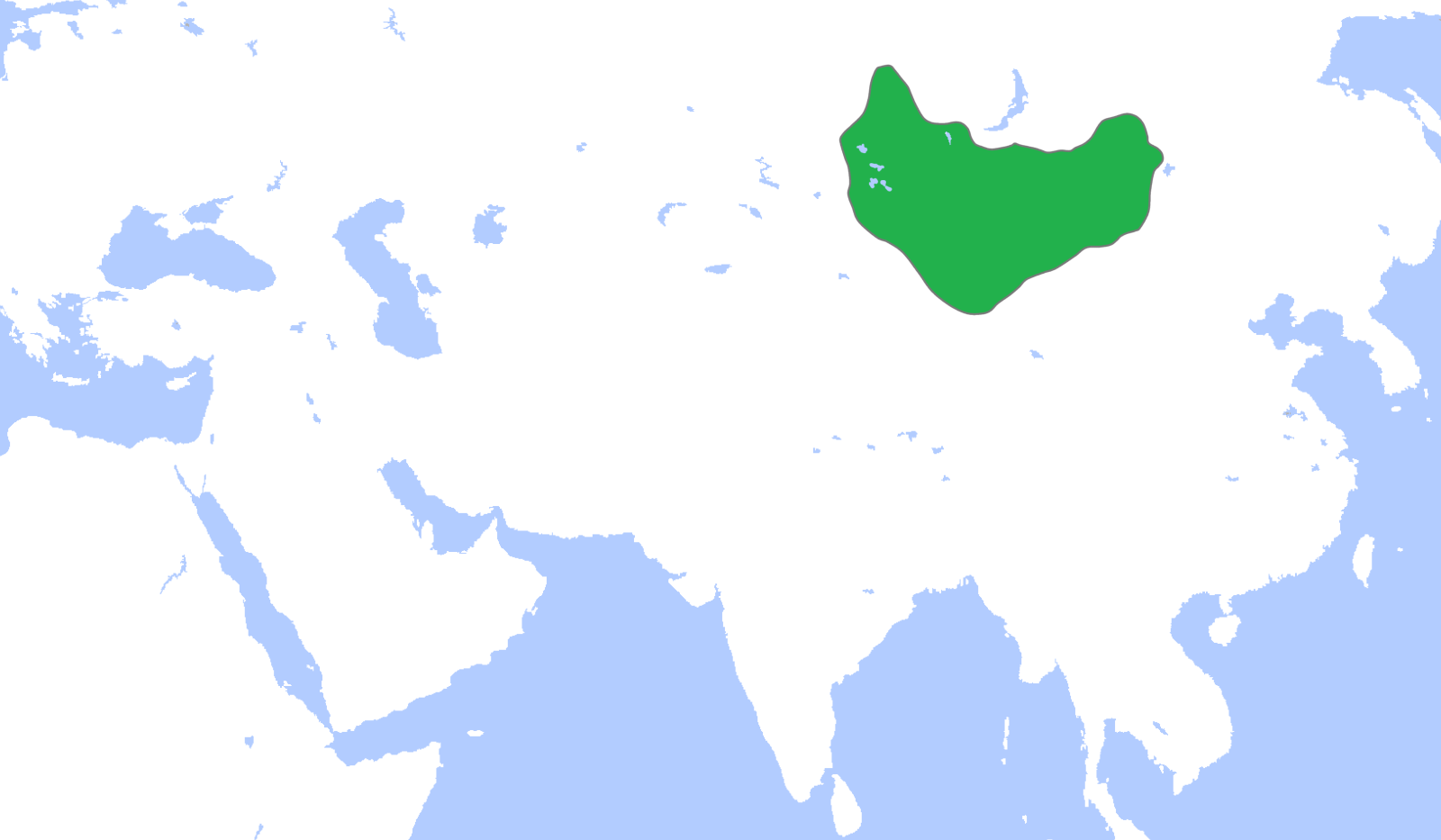
Verbreitung der Xueyantuo um das Jahr 630

Die Xueyantuo (chinesisch 薛延陀, Pinyin Xuēyántuó) waren ein Turkvolk in Asien. Sie spalteten sich 628 von den Tiele ab.

## Geschichte
Zu Beginn waren die Xueyantuo zwei Stämme, die Xue und die Yantuo. Nach Yoshibo gründeten die Xueyantuo ein kurzlebiges eigenes Khaghanat (630–646 in der Steppe unter Yinan, seinem Sohn Bazhuo (拔灼) und seinem Neffen Duomozhi (咄摩支)). Der letzte hat sich wahrscheinlich den Chinesen unterworfen.
Am 27. März 630 besiegten die Xueyantuo in einer Allianz mit den Chinesen das östliche Türk-Khaghanat vernichtend, sodass dessen Khaghan Illig floh. Danach beherrschten die Xueyantuo einen großen Teil der nördlichen Steppe. 632 schlugen sie eine Armee von Si Yabgu, Khaghan des westlichen Türk-Khaganats, zurück. Sie unterwarfen danach die Karluken am Ulungur und Irtysch sowie die Jenissei-Kirgisen. 634 wurde Dubu (Ashina Shier) getötet, einer ihrer größten Rivalen und Herrscher über den östlichen Teil des westlichen Chaganats.
In der Folgezeit hatten die Xueyantuo ein freundliches Verhältnis zu den Chinesen. Dies dauerte bis 639, als Ashina Jiedushuai (阿史那结社率) einen Raubzug unternahm, nachdem er vom chinesischen Kaiser verstoßen wurde. Zusammen mit seinem Neffen Ashina Heluohu (阿史那贺逻鹘) konnte dieser die Xueyantuo besiegen. Teile der Bevölkerung wurden nach nördlich des Ordos deportiert und Heluohu errichtete ein neues östliches Türk-Khaghanat, das dem westlichen Türk-Khaghanat unterstand und zum Feind der Xueyantuo wurde.
Später wurde Ashina Simo (阿史那思摩) zur Regierung über dieses Gebiet bestimmt. Es gelang ihm aber nicht, die Stämme zusammenzuhalten und stetige Angriffe der Xueyantuo und Chinesen folgten. Bereits 644 flohen Stammesoberhäupter in den Süden und im zweiten Jahr seiner Regierung kam es zu einem Staatsstreich. Im August 646 wurde das Khaghanat von den Huihe (回纥) und den Chinesen endgültig zerschlagen. Die letzten Herrschaften wurden September zwei Jahre später vernichtet. Kurz nach 646 kamen die Stammesoberhäupter der Tiele und der Huihe zum chinesischen Hof. Sie wurden zu Kommandanten (都督 dudu) oder Präfekten (刺史 cishi) des Nördlichen Protektorats oder des „befriedeten Nordens“ (安北府) ernannt.